# Trévenans
Trévenans es una comuna francesa situada en el departamento del Territorio de Belfort, de la región de Borgoña-Franco Condado.
Los habitantes se llaman Trévenanais.

## Geografía
Está ubicada a 7 km al sur de Belfort y forma parte de la aglomeración de esta ciudad. Está formada por dos localidades, Trétudans, al norte, y Vourvenans, al sur.

## Historia
Fue creada en 1972 con la unión de las comunas de Trétudans y Vourvenans.

## Demografía
| 675 | 688 | 835 | 1 078 | 1 108 | 1 038 | 1 106 | 1 207 |
| Para los censos de 1962 a 1999 la población legal corresponde a la población sin duplicidades (Fuente: INSEE [Consultar]) |     |     |       |       |       |       |       |